# Thielska galleriet

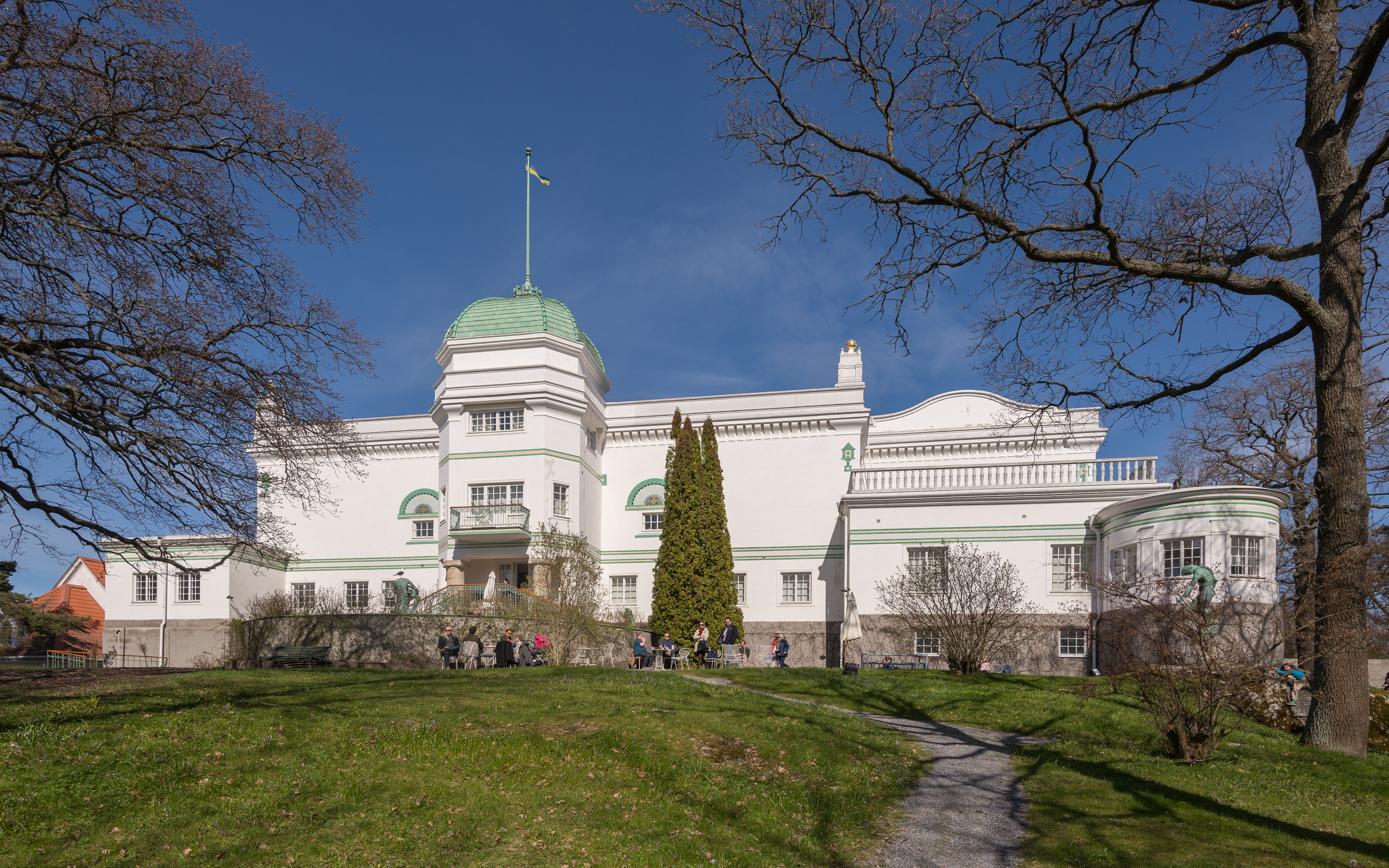
Thielska galleriet, fasad mot syd, april 2015.

Thielska galleriet är ett konstmuseum på Blockhusudden på södra Djurgården i Stockholm. Det innehåller finansmannen och konstsamlaren Ernest Thiels samling av huvudsakligen svenskt måleri från tiden omkring 1900 med verk av bland andra Bruno Liljefors, Ernst Josephson, Eugène Jansson, Carl Larsson, August Strindberg och Anders Zorn, men också utländska konstnärer som Edvard Munch, Paul Gauguin och Henri de Toulouse-Lautrec. Medlemmarna Konstnärsförbundet från sekelskiftet 1900 är rikt representerade. Samlingen av verk av Edvard Munch är en av de största utanför Norge. Thielska galleriets byggnad, Villa Eolskulle, ritades av arkitekten Ferdinand Boberg för Thiel och stod klar 1907. Den är belägen inom Kungliga nationalstadsparken. Thiel sålde byggnaden, konstsamlingen och alla inventarier till staten 1924. Thielska galleriet öppnade som offentligt museum den 7 januari 1925. Huvudman för museet är Stiftelsen Thielska Galleriet, bildad 1924. Thielska galleriets katalog från 2010 upptar drygt 300 målningar, därtill kommer ungefär lika många skisser och teckningar samt ett mindre antal skulpturer. Thielska galleriets samlingar har även utökats efter Thiels tid främst genom donationer.

## Arkitektur

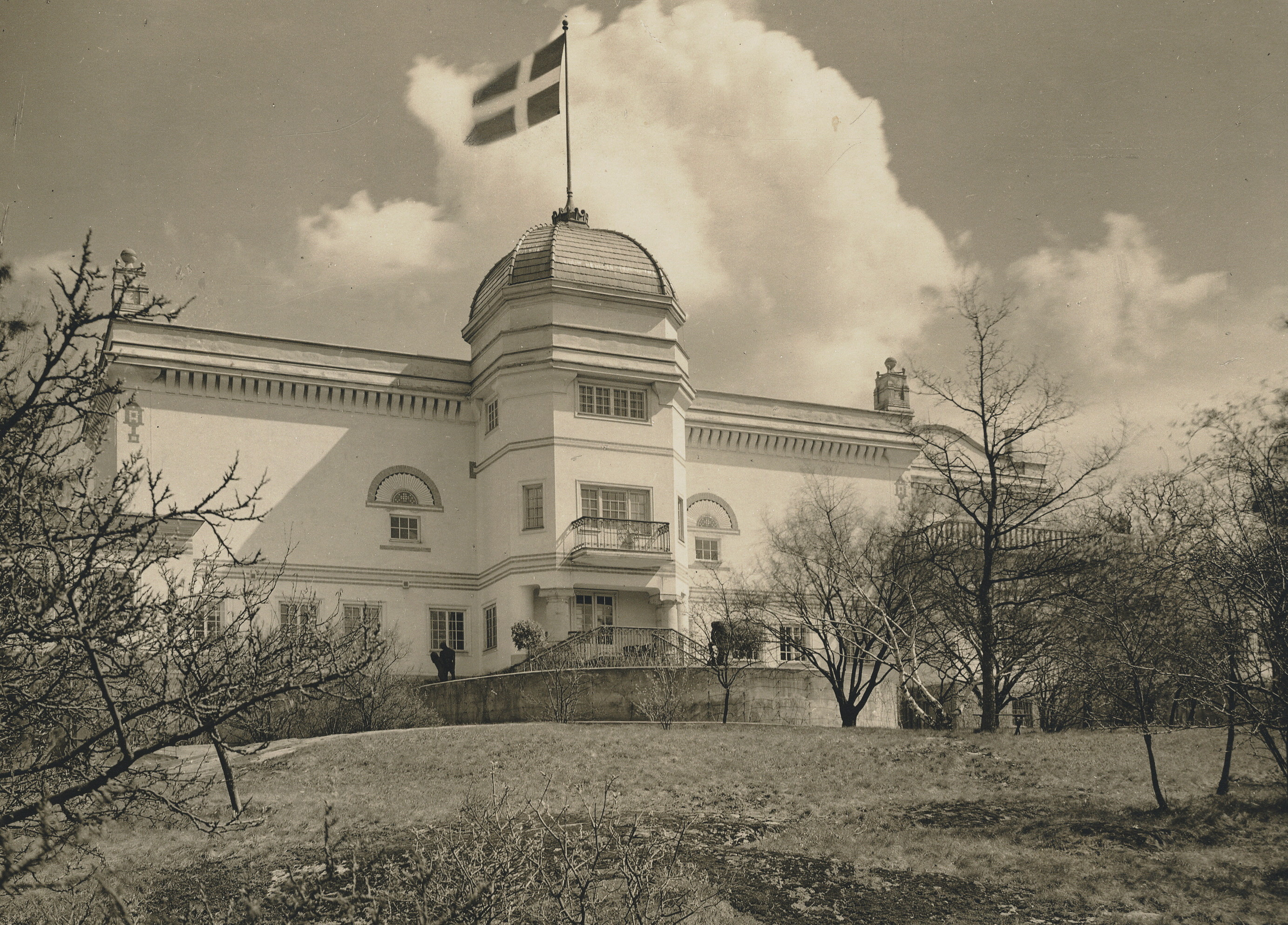
Byggnaden 1926.

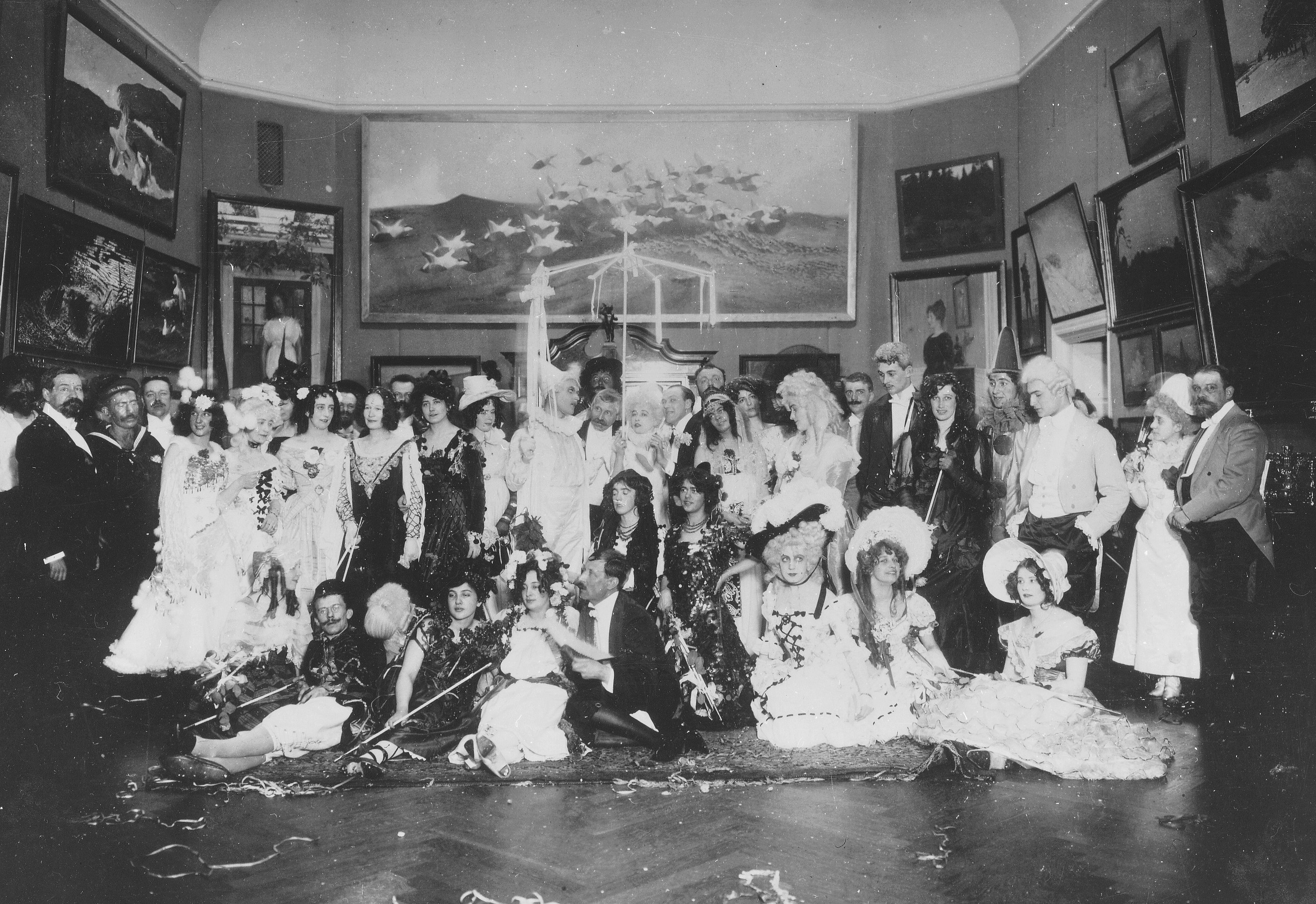
Från invigningsfesten i mars 1907.

Galleriet är beläget i Villa Eolskulle som uppfördes som bostad för Ernest Thiel och hans familj. Huset ligger på Blockhusuddens högsta punkt, Eolskulle, och ritades i jugendstil med vita fasader av arkitekten Ferdinand Boberg. Byggnadens första etapp blev klar 1905.
Redan vid inflyttningen 1905 visade det sig att huset var för litet för Thiels allt större samling och Boberg fick omgående en beställning på en tillbyggnad mot öster. Den innehöll fler rum åt familjen och tjänstefolket samt en praktfull sal som i dag kallas Munchrummet. Invigningen ägde rum i mars 1907. Sedan dess har anläggningen byggts om och moderniserats ett flertal gånger.
På 1960-talet putsades fasaderna i grå betong och byggnaden förlorade mycket av sin tidigare glans. Vid en renovering 1999 var ambitionen att så långt som möjligt återställa byggnaden till sitt ursprungliga skick.  Under åren 2004–2005 lät Statens fastighetsverk renovera Thielska galleriet invändigt. Thielska Galleriet skyddas sedan 1958 som byggnadsminne.

## Samlingen

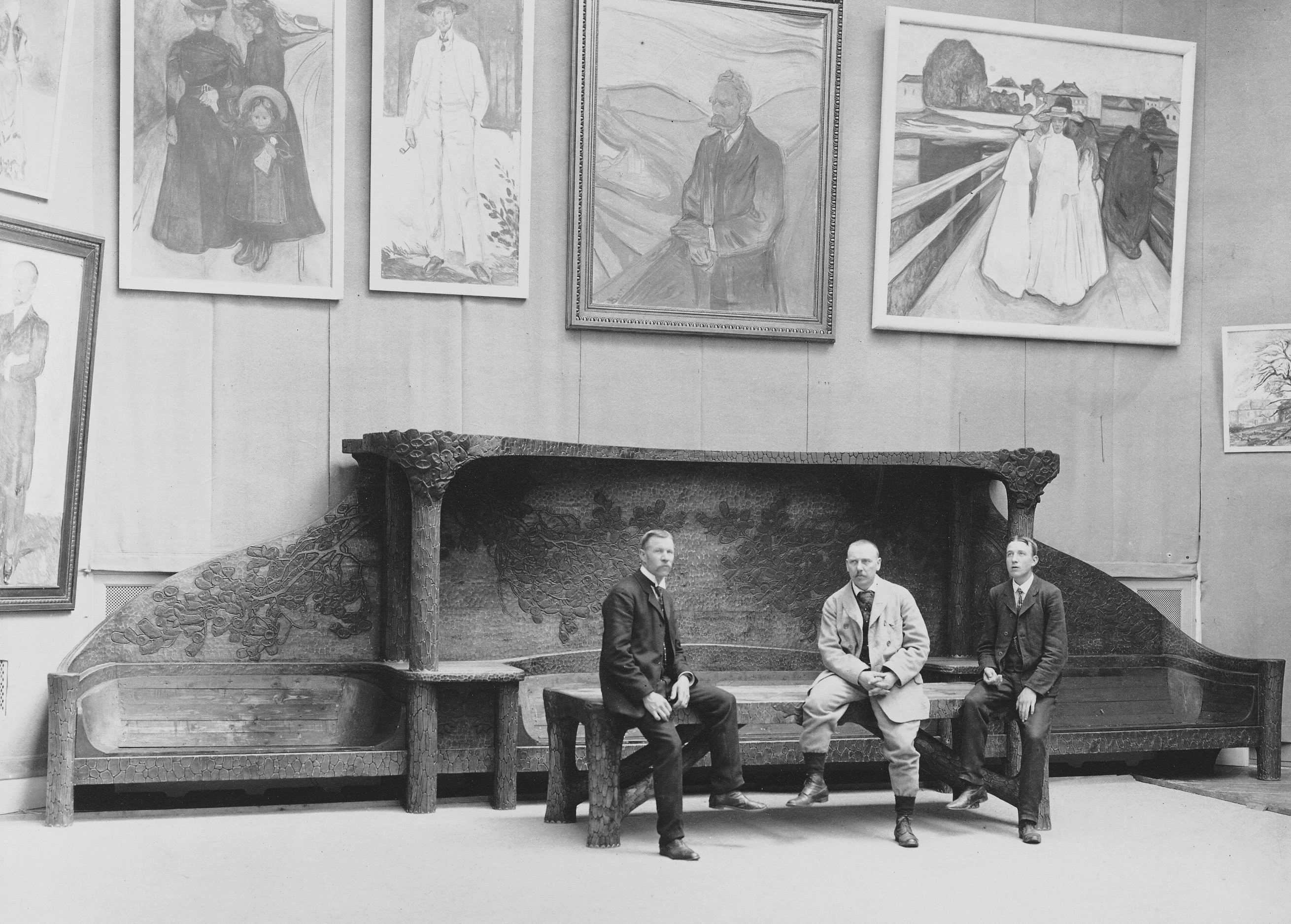
Soffan i Munchsalen, skaparen Gustaf Fjæstad i mitten med medarbetare.

När Ernest Thiel flyttade in i sin niorumsvåning på Strandvägen i Stockholm förvärvade han 1896 sin första till formatet större målning, Bruno Liljefors Morgonstämning vid havet, en oljemålning med måtten 119 x 209 cm, som kostade 2 000 kronor. Så småningom räckte bostaden på Strandvägen inte till för att husera all den konst som Thiel samlade på. Ett nytt, stort hem med plats för tavlor och skulpturer behövdes. Till arkitekten, Ferdinand Boberg, som fick uppdraget att rita den nya bostaden skrev Thiel: “Jag vill ha ett hem dekorerat med tavlor på alla väggarna, det skall vara trivsamt, jag vill bo där”.
Så skapades en av Sveriges mest betydande privata konstsamlingar med huvudsakligen skandinavisk konst från sekelskiftet 1900. Thiels samlande grundade sig i stor utsträckning på vänskap med konstnärerna vars verk han köpte. Thiel stöttade därmed upphovsmännen ekonomisk. Speciellt tre konstnärer stod honom nära: Eugène Jansson, Carl Larsson och Bruno Liljefors.
I Thielska galleriet finns verk av Edvard Munch, J.A.G. Acke, Ivar Arosenius, Anders Zorn, Gustaf Fjæstad, Karl Nordström, Nils Kreuger, Richard Bergh, Albert Engström, Ester Almqvist, Christian Eriksson, Per Hasselberg, Eugène Jansson, Ernst Josephson, Carl Fredrik Hill, Axel Törneman, August Strindberg, Carl Larsson, Olof Sager-Nelson, Vilhelm Hammershøi, Paul Gauguin och Bruno Liljefors. En av samlingens viktigaste målningar är Toulouse-Lautrecs Balettscen som Thiel förvärvade 1916 för 27 000 francs.
Bland samlingarna märks även den monumentala möbelgruppen Fjæstad-soffan, som skapades 1907–1908 av Gustaf Fjæstad. Den är skuren i ett enda stycke. Soffan skickades sedan i delar till Stockholm, monterades ihop och kläddes av NK:s möbelverkstad. Gruppen bestod ursprungligen av en soffa och bord men kompletterades senare av Fjæstad med fyra fåtöljer i samma stil. På Thielska Galleriet finns även en kopia av Friedrich Nietzsches dödsmask, eftersom Ernest Thiel hyste en stor beundran för denne filosof.

## Thielska galleriet som museum

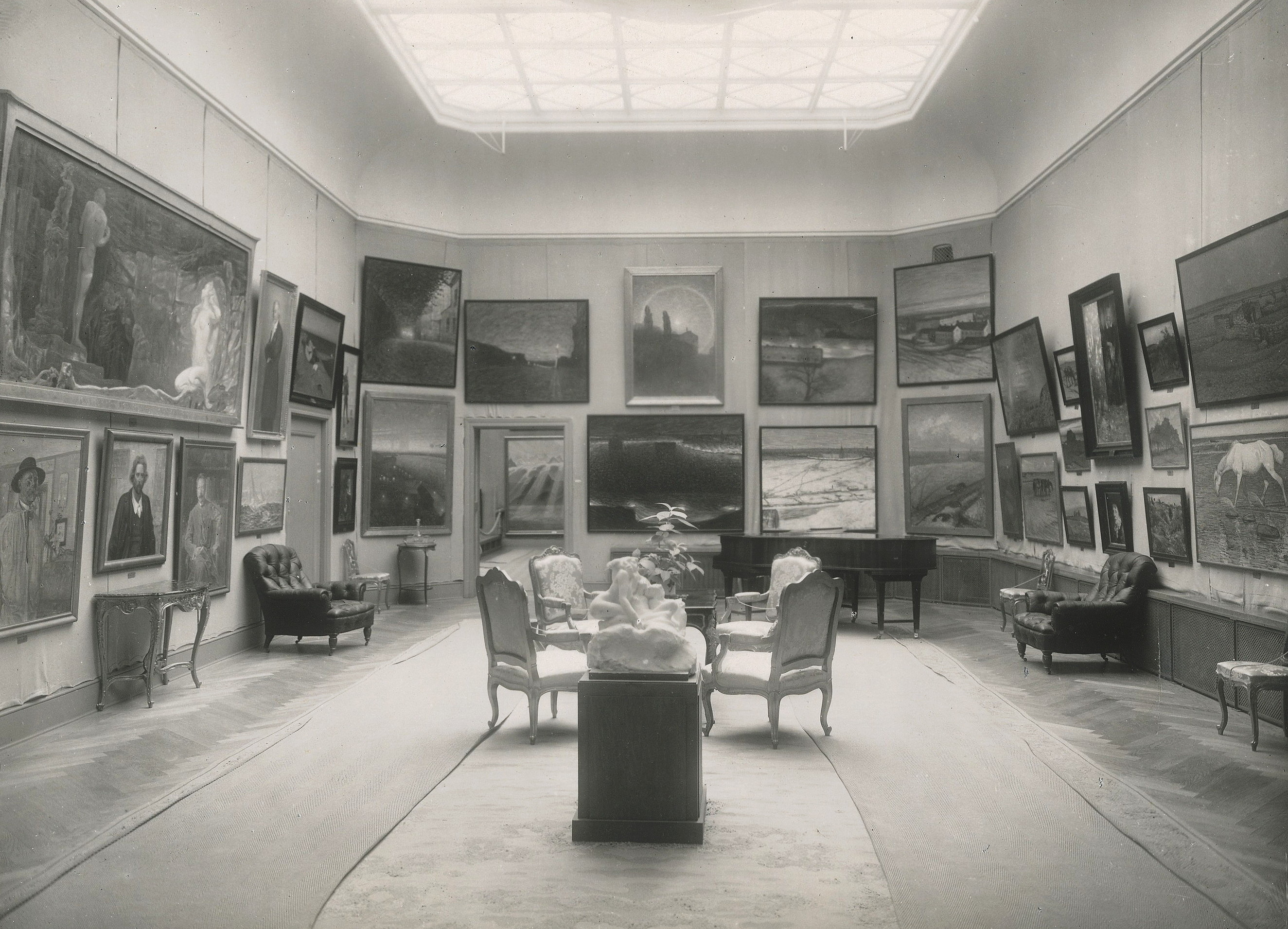
Interiör från Thielska galleriet 1928, tre år efter att det öppnades för allmänheten.

I början av 1920-talet försämrades Ernst Thiels ekonomi. Han närmade sig ruinens brant och en försäljning av konstsamlingen blev nödvändig. Under några år fick samlingen, som riskerade att splittras, stor medial uppmärksamhet. På Göteborgsutställningen 1923 visades 93 verk ur Thiels samling i Dagens Nyheters paviljong och sågs då av 50 000 personer. I slutet av året sändes några verk till London där de visades på Royal Academy of Arts. Hösten 1923 gick Thiel offentligt ut med att konstsamlingen var till salu, men det visade sig svårt att hitta en privat köpare. Han uppvaktade då regeringen och erbjöd samlingen till staten. Inte minst handelsministern Rickard Sandler, som var en engagerad folkbildare, var en drivande kraft bakom att regeringen skulle acceptera erbjudandet och göra Thielska galleriet till ett offentligt museum. Vid konselj inför kungen den 19 december 1924 beslöt regeringen att staten skulle förvärva Thiels konstsamling, Villa Eolsudde samt vissa inventarier i huset. Köpeskillingen uppgick till 1,5 miljoner kronor (motsvarande köpkraft år 2016: drygt 40 miljoner kronor) och samtidigt anslogs 500 000 kronor till en fond för verksamheten. Förvärvet finansierades inte med skattemedel, utan genom ett särskilt penninglotteri. Äganderätten till Thielska galleriet överläts till en för ändamålet bildad statlig stiftelse med prins Eugen som ordförande och Tor Hedberg som vice ordförande.
Thielska galleriet öppnade för allmänheten den 7 januari 1925. Galleriet öppet endast på onsdagar, från maj även på söndagar. Hösten 1925 stängdes galleriet för renovering och omhängning. Det öppnades igen med en förhandsvisning den 26 januari 1926 och för allmänheten dagen efter. Då hade också en katalog över konstsamlingen tryckts. Ursprungligen var det fri entré till Thielska galleriet, men hösten 1926 infördes en entréavgift på 25 öre.
Stiftelsen Thielska Galleriet, bildad 1924, äger konstsamlingarna och Villa Eolskulle där museet är inrymt. Stiftelsen leds av en styrelse som utses av regeringen. En förening för att stödja galleriet med donationer, Thielska Galleriets vänner, grundades 1978.
År 1982 skänktes Thielska galleriets byggnad, Villa Eolskulle, i strid med stiftelsens stadgar, till staten. När staten ägde byggnaden förvaltades den av Statens fastighetsverk. Sedan den 1 november 2021 ägs Villa Eolskulle åter av Stiftelsen Thielska Galleriet, efter att en privat donation gjort det möjligt för stiftelsen att köpa byggnaden av staten. Marken ägs fortsatt av staten, förvaltas av Kungliga Djurgårdens Förvaltning och arrenderas av stiftelsen.

### Intendenter
- 1924–1932: Tor Hedberg
- 1932–1946: Pelle Swedlund
- 1946–1949:  Akke Kumlien
- 1949–1960: Yngve Berg
- 1960–1977:  Tage Hedqvist
- 1977–1997: Ulf Linde
- 1997–2011: Nina Öhman
- 2012: Elisabeth Alsheimer Evenstedt
- 2012–2013: Andreas Brändström
- 2014–2020: Patrik Steorn
- 2020–: Åsa Cavalli-Björkman

## Representerade konstnärer och verk (urval)

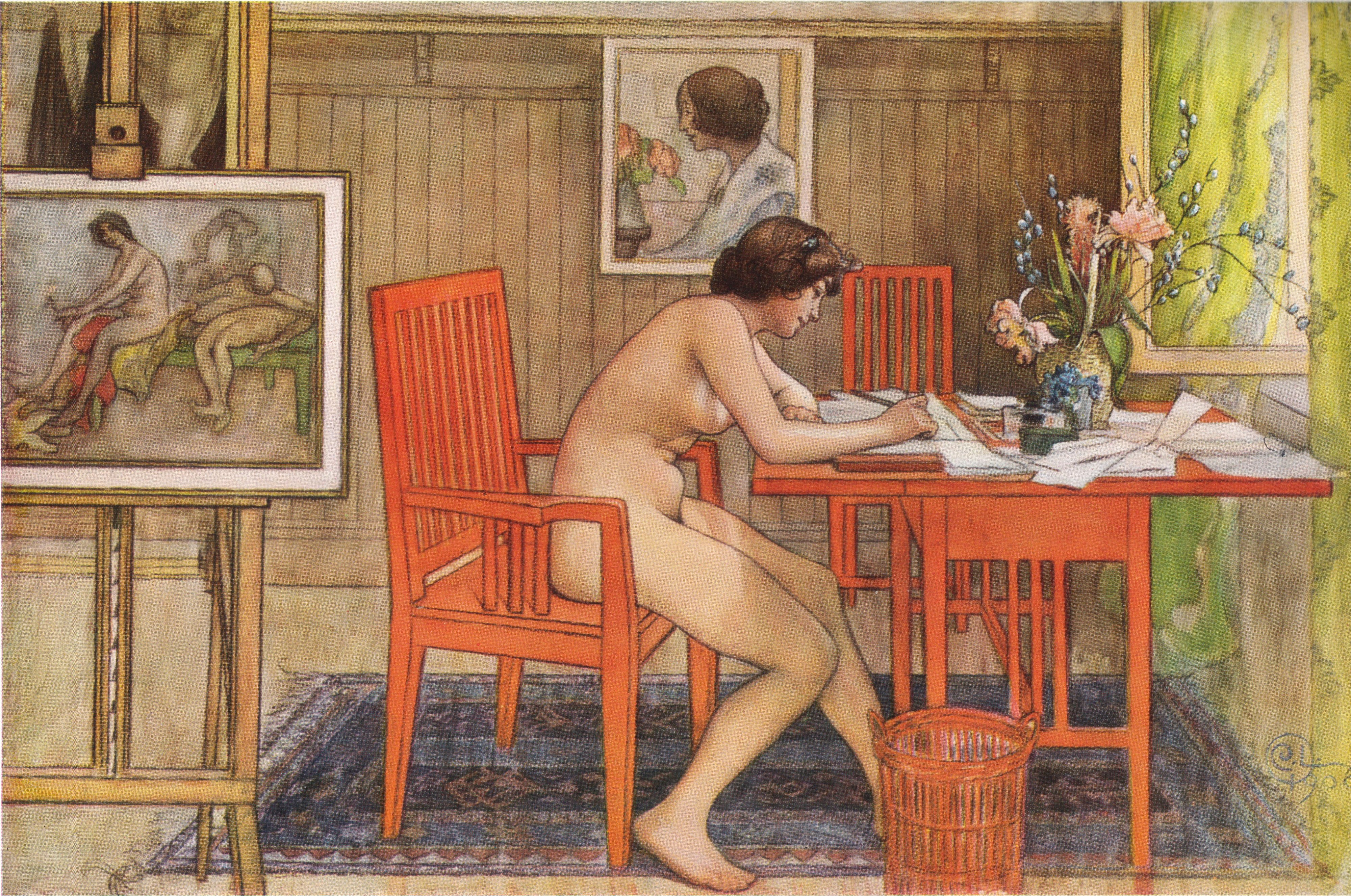
Carl Larsson Modellen skriver vykort
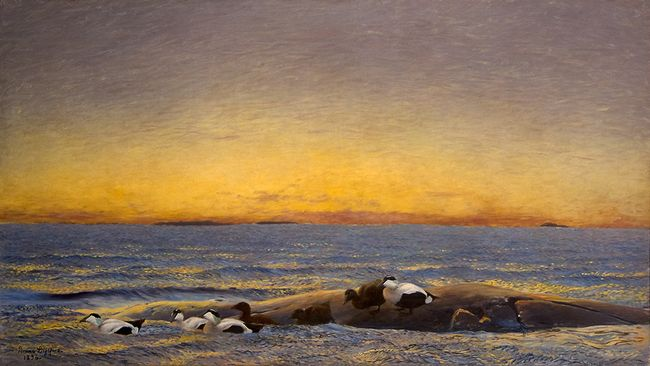
Bruno Liljefors Morgonstämning vid havet
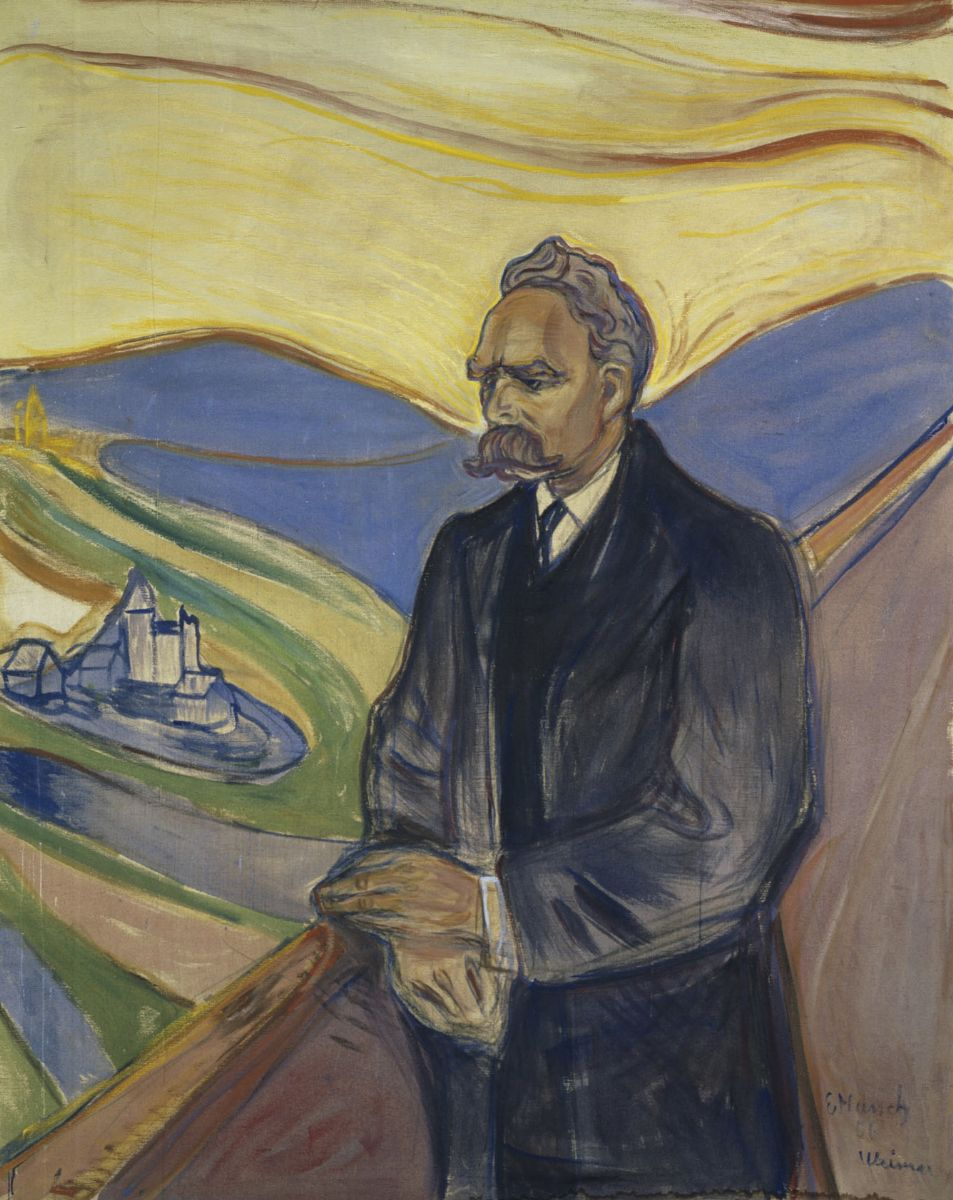
Edvard Munch Friedrich Nietzsche
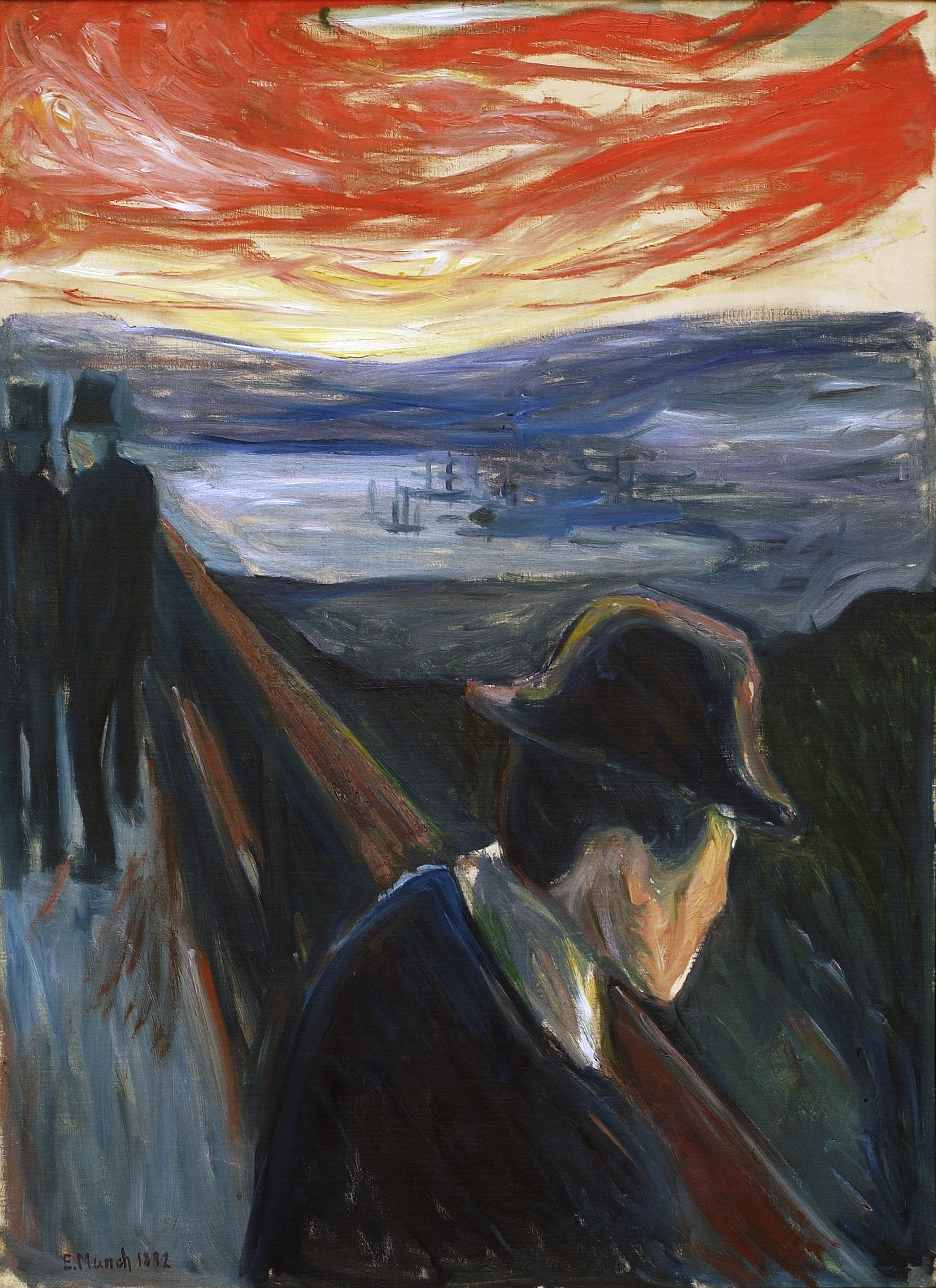
Edvard Munch Förtvivlan
Eugène Jansson Flottans badhus
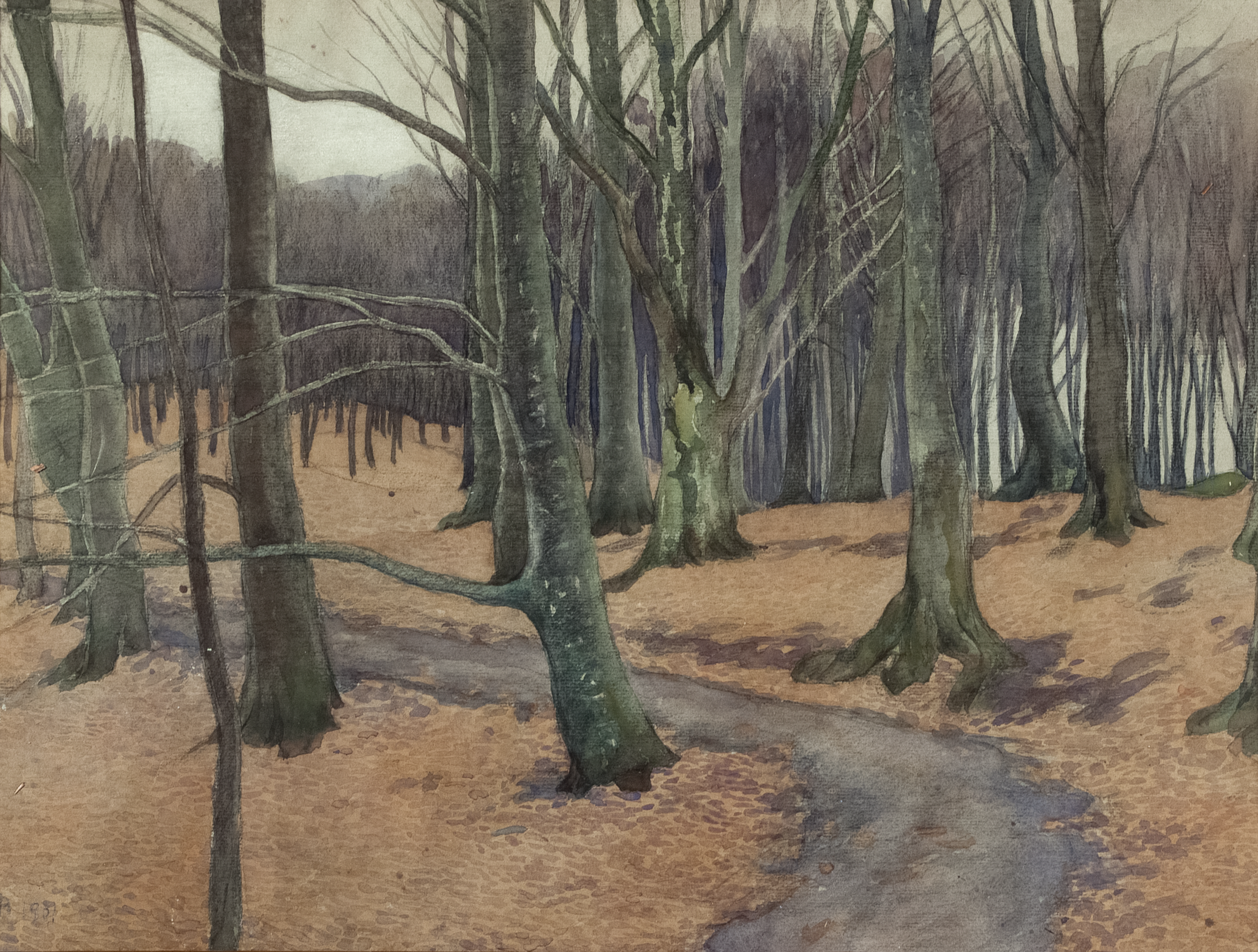
Ester Almqvist Ung bokskog (1901)

## Bildgalleri

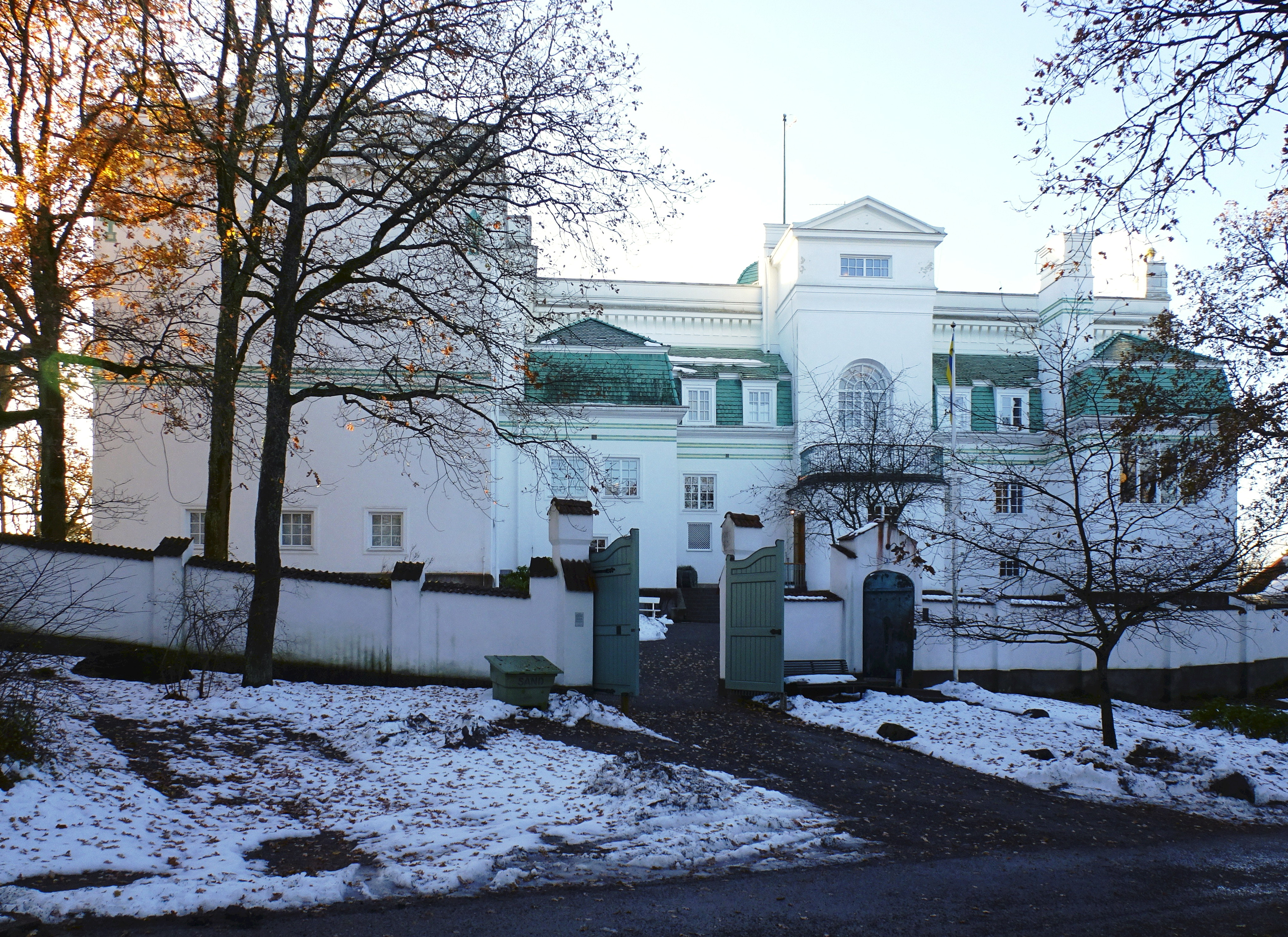
Thielska Galleriet, entrésidan.
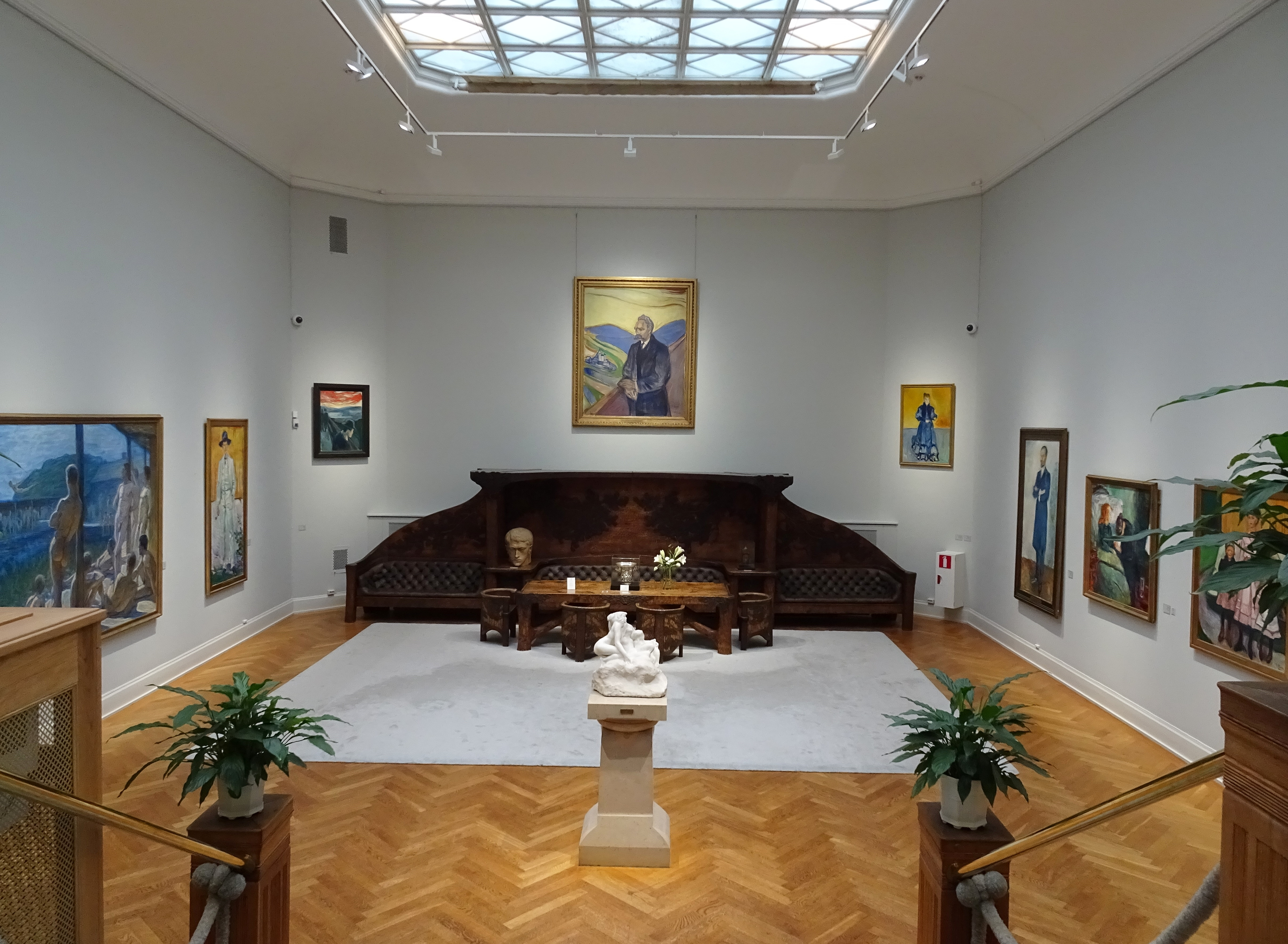
Munchsalen med Soffa av Gustaf Fjæstad (1907-1908)
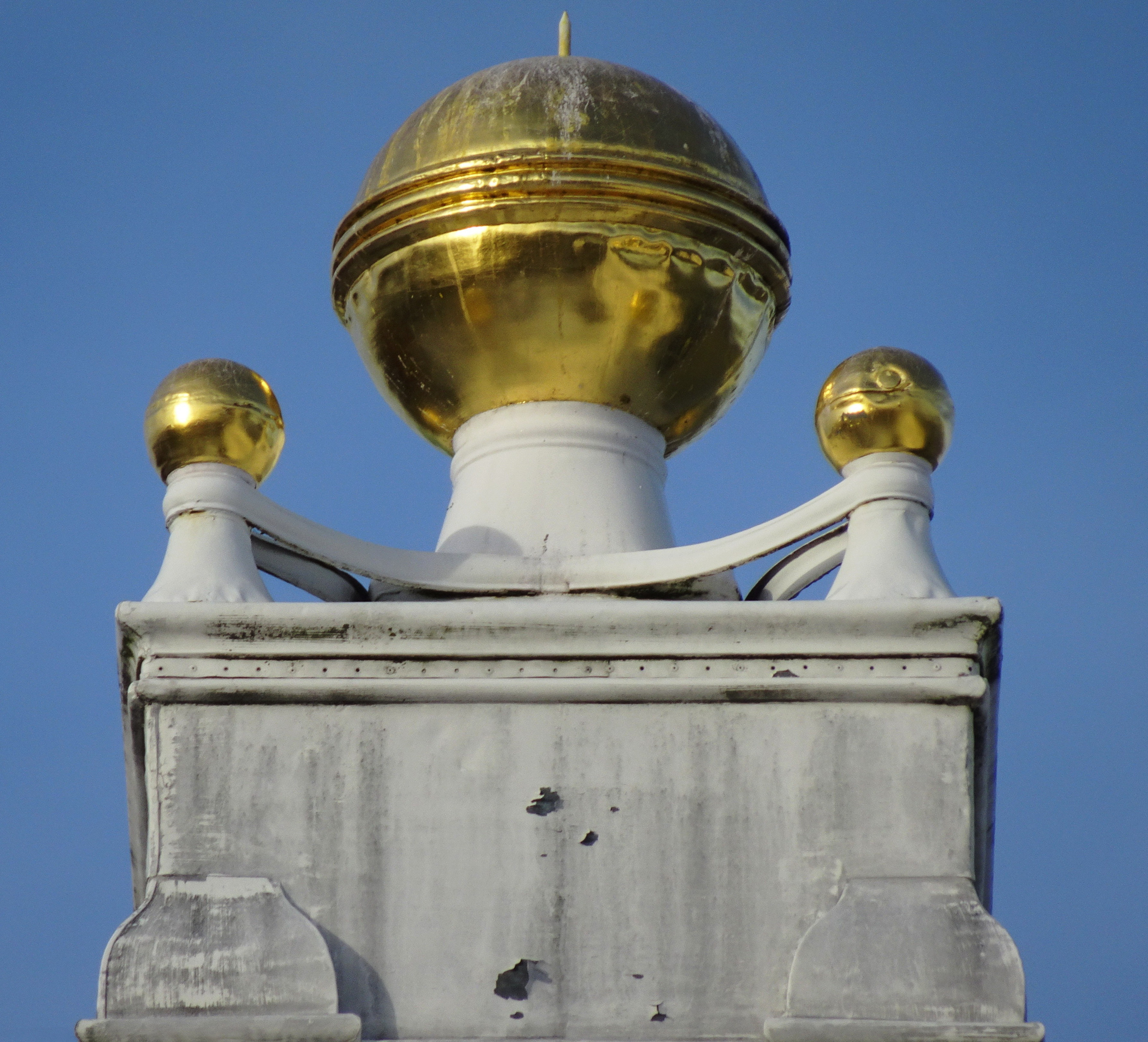
Fasadutsmyckning
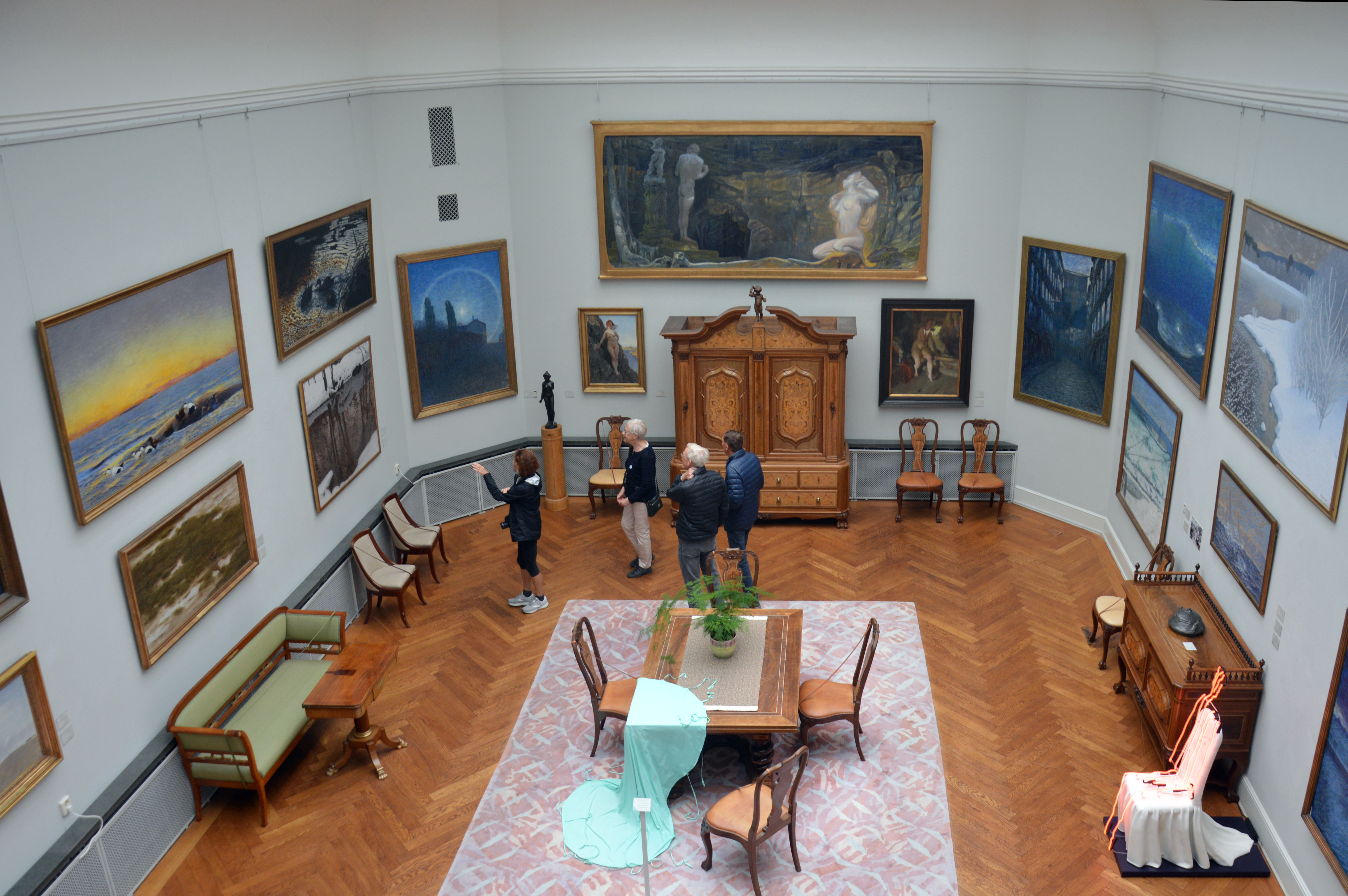
Västra galleriet
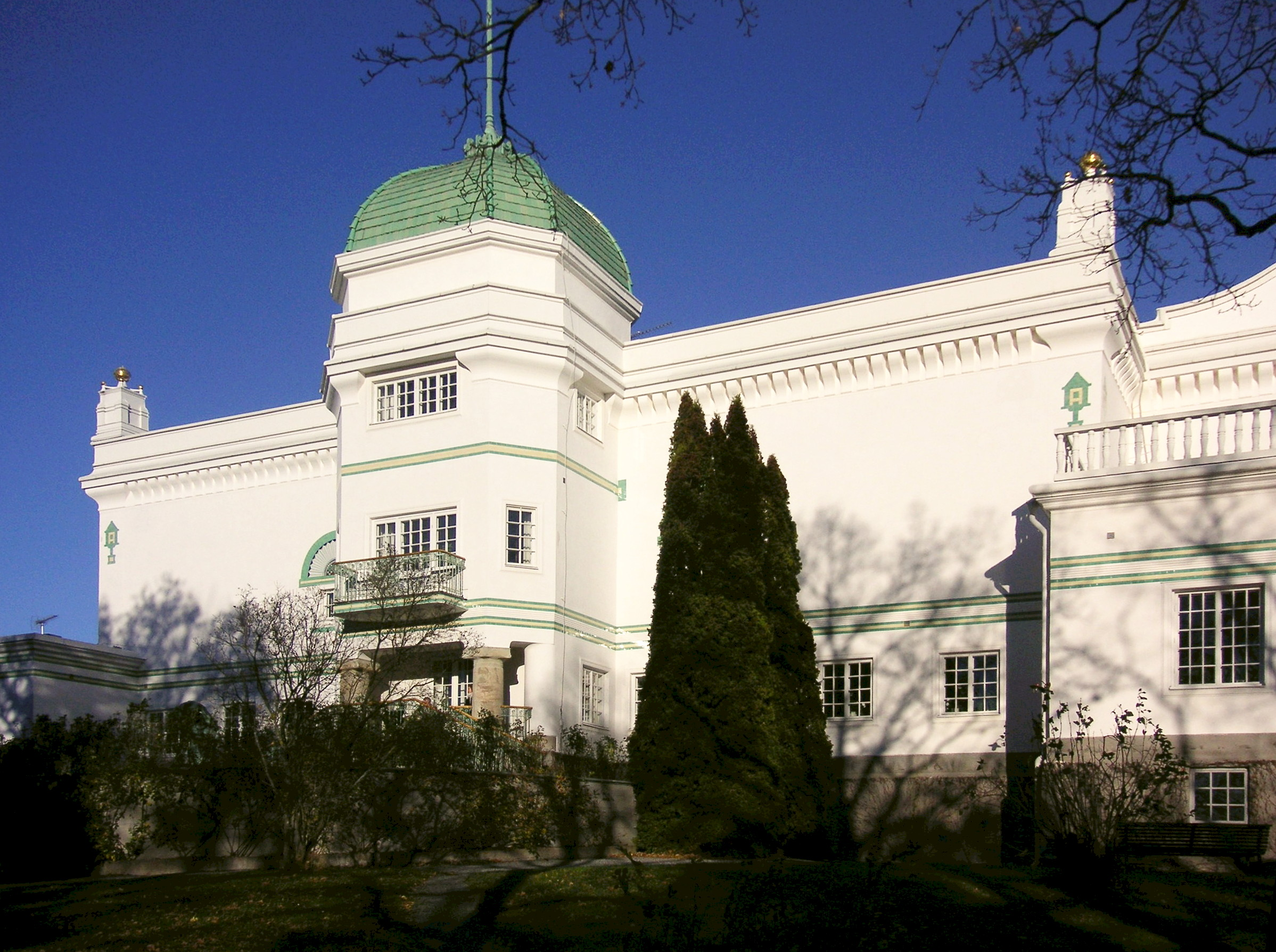
Thielska Galleriet, fasad mot syd.

## Skulpturer i Thielska galleriets skulpturpark
- Faun av Johan Tobias Sergel
- L'ombre av Auguste Rodin

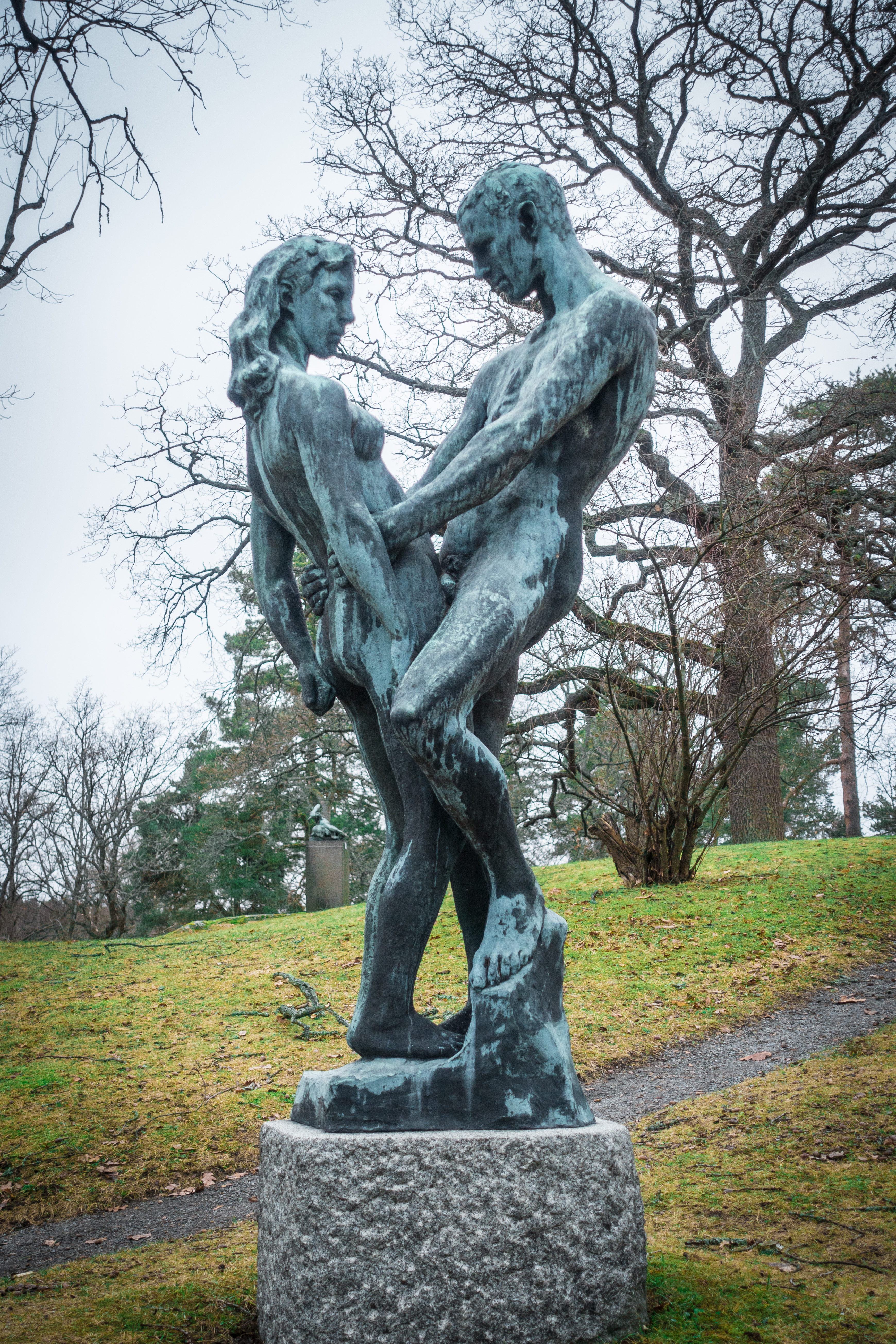
Man och kvinna av Gustav Vigeland.

- Mor och barn, Gubbe och flicka, samt ytterligare två skulpturer av Gustav Vigeland